# Семенівка (Каховський район)
Семені́вка — село в Україні, у Зеленопідській селищній громаді Каховського району Херсонської області. Населення становить 1349 осіб.

## Історія
12 червня 2020 року, відповідно до Розпорядження Кабінету Міністрів України № 726-р «Про визначення адміністративних центрів та затвердження територій територіальних громад Херсонської області», увійшло до складу Зеленопідської сільської громади.
17 липня 2020 року, в результаті адміністративно-територіальної реформи увійшло до складу новоутвореного Каховського району.
У лютому 2022 року село тимчасово окуповане російськими військами під час російсько-української війни.

## Люди
В селі народилися:
- Братан Микола Іванович — український письменник, поет, Заслужений діяч мистецтв України.
- Жихарєв Микола Семенович (1936—1989) — російський радянський письменник.
- Колотаєв Сергій Вікторович — солдат Збройних сил України, учасник російсько-української війни, загинув під час боїв за Мар'їнку.

## Довідка про школу
В селі функціонує Семенівський навчально-виховний комплекс І-ІІІ ступенів